# Місце злочину (фільм, 1986)
«Місце злочину» («Le Lieu du crime») — французький драматичний кінофільм 1986 року, знятий режисером Андре Тешіне, з Катрін Денев у головній ролі.

## Сюжет
Роман благополучної красуні Лілі та втікача Мартена виникає за дуже незвичайних обставин. Останній, захищаючи хлопчика, який випадково побачив втікачів, вбиває свого спільника. Дитина виявляється сином Лілі. Вона, на подяку, починає допомагати втікачеві. Але їхній союз із самого початку виглядає приреченим.

## У ролях
- Катрін Денев — Лілі
- Вадек Станчак — Мартен
- Даніель Дар'є — роль другого плану
- Філіпп Ландульсі — роль другого плану
- Ніколя Жироді — Тома
- Клер Небу — Еліс
- Жан-Клод Адлен — роль другого плану
- Жак Ноло — роль другого плану
- Жан Буске — роль другого плану
- Віктор Лану — Моріс
- Крістна Паоліні — роль другого плану

## Знімальна група
- Режисер — Андре Тешіне
- Сценаристи — Андре Тешіне, Паскаль Боніцер, Олів'є Ассайас
- Оператор — Паскаль Марті
- Композитор — Філіпп Сард
- Художник — Жан-П'єр Кою-Свелко
- Продюсер — Ален Терзіан